# Illusion de connaissance asymétrique
L'illusion de connaissance asymétrique est un biais cognitif par lequel les gens perçoivent que leur connaissance des autres est supérieure à la connaissance des autres sur eux-mêmes. Ce biais est « illustré par la tendance à voir leurs propres réponses spontanées ou au pied levé comme non révélatrices alors que des réponses similaires d'autres personnes sont significatives ». Ce biais cognitif est similaire à l'illusion de transparence. 

## Études
L'étude de Pronin et al. (2008) révèle que les gens semblent croire qu'ils se connaissent mieux que leurs pairs ne les connaissent et que leur groupe social connaît mieux les autres groupes que les autres groupes envers le leur. Par exemple : la personne A connaît la personne A mieux que la personne B connaît la personne B ou la personne A. Ce biais peut être entretenu par quelques croyances cognitives, notamment: 
- La conviction personnelle que les comportements observés sur les autres sont plus révélateurs des personnes que de soi, alors que les pensées et les sentiments personnels sont plus révélatrices de soi.
- Plus un individu perçoit les traits négatifs attribués à quelqu'un d'autre, plus les individus doutent de sa connaissance de soi. Mais, ce doute n'existe pas pour notre propre connaissance de soi.  (Par exemple : si la personne A croit que la personne B a un grand défaut de caractère, cette dernière se méfiera de la connaissance de soi de la personne B, tout en affirmant qu'elle ne possède pas le même défaut de connaissance de soi.  )

Un groupe d'études, réalisées par Pronin et al. (2001), met en évidence plusieurs manifestations différentes de l'illusion de la connaissance asymétrique :  
- Étude 1 : Évaluation des connaissances interpersonnelles des amis proches : nous connaissons nos amis proches mieux qu'ils ne nous connaissent.  Nous les comprenons mieux aussi.
- Étude 2 : Évaluation des connaissances interpersonnelles et intrapersonnelles des colocataires : nous croyons que nous connaissons nos colocataires mieux qu'ils ne nous connaissent.  Nous nous connaissons mieux que nos camarades de chambre qu'ils ne se connaissent eux-mêmes.  Et, nous pensons que la différence entre notre connaissance de soi et la connaissance que notre colocataire a de nous est plus grande que la différence entre la qualité de notre connaissance de nos colocataires et la qualité de leur connaissance d'eux-mêmes.
- Étude 3 : Croyances sur l’observabilité de son "soi" par rapport aux autres : nous croyons que nous sommes moins connaissables que nos amis - c’est-à-dire qu’il est plus facile de connaître nos amis qu'eux de nous connaître.
- Étude 4 : Évaluation des connaissances interpersonnelles après des interactions en face-à-face : dans les interactions interpersonnelles, nous pensons que nous en apprenons davantage sur d'autres personnes que d'autres personnes sur nous.
- Étude 5 : Diagnostic perçu de nos propres réponses par rapport aux réponses des autres à un test projectif : les tests projectifs sont mieux à même de diagnostiquer les autres, mais pas nous-mêmes.

## Voir également
- Illusion de transparence
- Erreur fondamentale d'attribution
- Liste des biais cognitifs
- Réalisme naïf (psychologie)